# 小川安朗

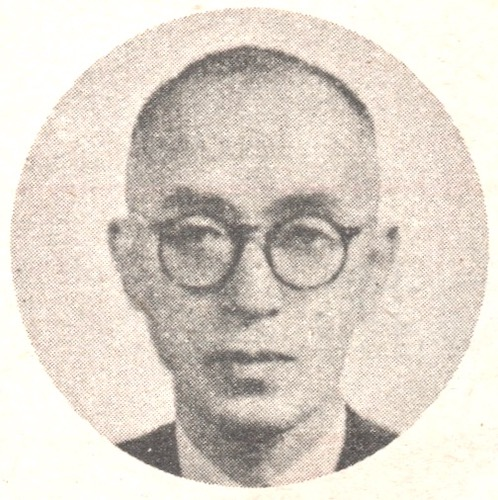
1956年

小川 安朗（おがわ やすろう、1901年2月7日 - 1991年3月20日）は、日本の服飾学者、文化女子大学名誉教授。
長野県諏訪郡永明村（現茅野市）出身。旧制諏訪中学（長野県諏訪清陵高等学校）を経て、東京高等工業学校（現・東京工業大学）色染科卒業。陸軍被服本廠理化学部長、研究部長。戦後は繊維会社に勤務し繊維を研究、1962年文化女子短期大学教授、1964年文化女子大教授兼任。1972年定年退任、名誉教授。
世界各地の民族衣装を研究、1964年ヨーロッパ7か国を回り、57か国で研究、死去の直前まで中国雲南省で研究していた。

## 著書
- 『被服及被服材料』科学主義工業社 1942
- 『被服の本質』厚生閣 1942
- 『繊維を学ぶ』弘学社 1947
- 『衣料ものがたり』弘学社 1948
- 『繊維を学ぶ』潮文閣 1949 学ぶ叢書
- 『被服概論』国土社 1950 家庭科学全書
- 『きものとせんい』高橋秀絵 三十書房 1953 少年少女科学の研究室
- 『私たちのきもの』講談社 1955 学習図鑑
- 『私たちのたのしいせんい教室』花山信吾絵 日本書房 1955
- 『衣料 文化と生活』ダヴィッド社 1958
- 『日本の化繊』ポプラ社 1959 少年産業博物館
- 『応用被服材料学』光生館 1963
- 『着る・愉しむ 化学せんいの上手な買い方使い方』六月社 1964
- 『服装原論』光生館 1966
- 『人はなにをいかに着てきたか』文研出版 1970
- 『被服材料教本』光生館 1970
- 『服飾教本』光生館 1970
- 『体系被服学』光生館 1971
- 『民族服飾の生態』東京書籍・東書選書 1979
- 『服飾変遷の原則』文化出版局 1981
- 『万葉集の服飾文化』六興出版 1986 ロッコウブックス
- 『続・地上徜徉 歌集』石川書房 1989

## 共編著
- 『きもの』桑沢洋子共著 岩波書店 1953 岩波婦人叢書
- 『玉川こども百科 47 きもの』玉川大学出版部共編 誠文堂新光社 1955
- 『被服学事典』共編 朝倉書店 1975

## 参考
- 「世界の衣装一堂に 6月10日から「民族服飾の体系」展／東京・文化学園」読売新聞、1991年6月5日
- 『民族服飾の生態』著者紹介